# Dicranota (Dicranota) sicaria
Dicranota (Dicranota) sicaria is een tweevleugelige uit de familie Pediciidae. De soort komt voor in het Palearctisch gebied.